# Frederick Sherwood Clover
Frederick Sherwood Clover, britanski general, * 1894, † 1962.